# جاك مونتروز
جاك مونتروز (بالإنجليزية: Jack Montrose)‏ هو عازف ساكسفون أمريكي، ولد في 30 ديسمبر 1928 في ديترويت في الولايات المتحدة، وتوفي في 7 فبراير 2006 في لاس فيغاس في الولايات المتحدة.

## وصلات خارجية
- جاك مونتروز على موقع ميوزك برينز (الإنجليزية)
- جاك مونتروز على موقع أول ميوزيك (الإنجليزية)
- جاك مونتروز على موقع ديسكوغز (الإنجليزية)